# افسانه طوفان

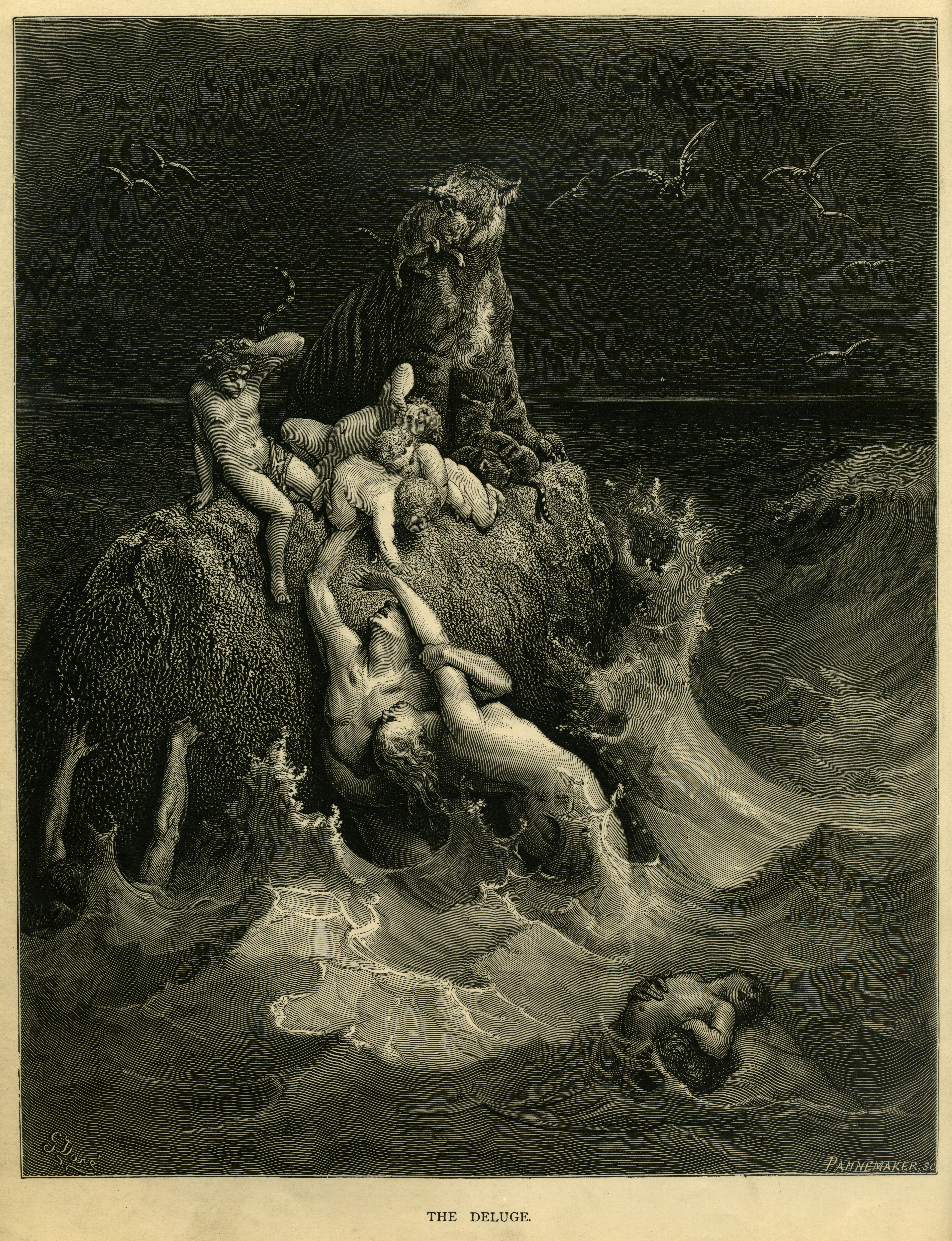
طوفان، اثر گوستاو دوره

طوفان بزرگ افسانه‌ای در ادیان ابراهیمی است. در کتاب‌های مقدس این ادیان گفته می‌شود که این طوفانی از سوی خداوند برای نابودی تمدن فرستاده شد. داستان طوفان، در تورات و قرآن به نوح نسبت داده شده است؛ به همین دلیل یهودیان، مسیحیان و مسلمانان از آن با نام طوفان نوح یاد می‌کنند. این داستان، یک داستان رایج در بین ملت‌های گوناگون است (عربها، عبری‌ها، آشوریان و …). نظیر این داستان در اوستا، کتاب‌های هندو، متون قدیم یونانی، و حماسه گیلگمش آمده است. «قهرمان فرهنگی» در بیشتر اسطوره‌های طوفان وجود دارد که «نشان دهنده اشتیاق انسان به زندگی» هستند.

## اسطوره طوفان در فرهنگ‌ها

### غرب آسیا

#### سومریان و بابلیان

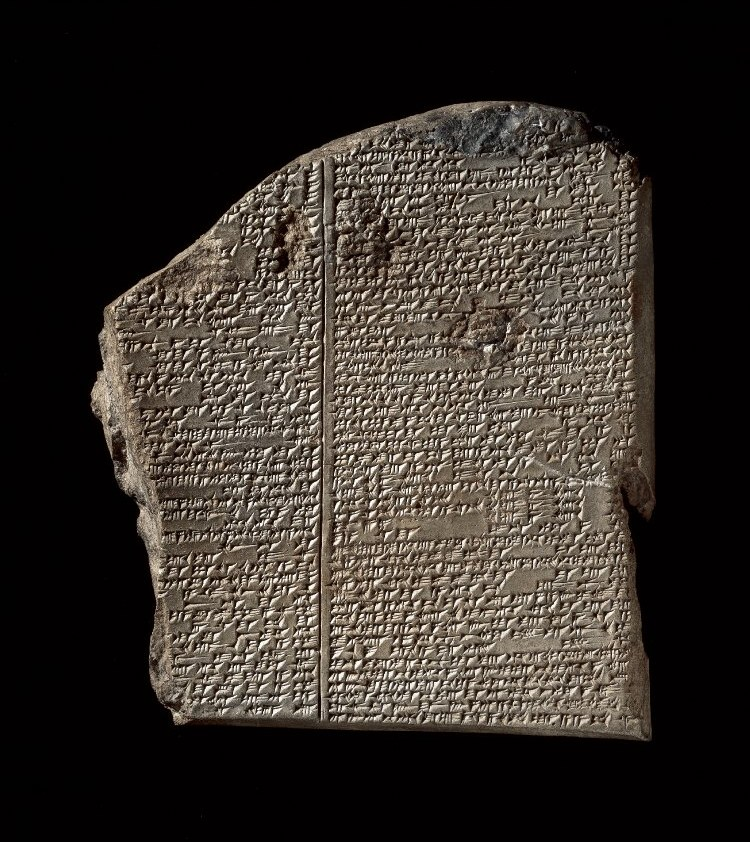
لوح طوفان از حماسه گیلمش

قدیمی‌ترین نوشته‌ای که تاکنون دربارهٔ داستان طوفان به دست آمده، سنگ نوشته‌هایی است که از سومریان و بابلیان باستان یافت شده است. این سنگ نوشته‌ها در سه هزار سال پیش از میلاد مسیح نوشته شده‌اند، به همین دلیل سومریان و بابلیان پیشتر از دیگر ملت‌ها، داستان طوفان را نگاشته‌اند. قهرمان طوفان در سنگ نبشته‌های سومری، به نام زیوسودرا است.
رویدادهای داستان طوفان سومری و بابلی با رویدادهای داستان طوفان نوشته شده در تورات، تا حدودی هماهنگ است؛ زیرا در داستان سومری و بابلی، آمده است که کشتی طوفان با قیر اندود شد و سازنده کشتی، خود قهرمان طوفان است. این توصیف در سفر پیدایش در تورات نیز آمده است. در هر دو سند آمده است که خدایان، شخصی را از روی دادن طوفان آگاه کردند و او با افراد خانواده‌اش در یک کشتی نشسته و از جانوران، از هر کدام جفتی در آن نهاده و از طوفان رهایی یافتند. همچنین در هر دو روایت، مدت طوفان هفت روز دانسته شده است. در دوره طوفان، زیوسودرا به پیشگاه آن خدای آسمان و انلیل رئیس خدایان، قربانی کرده و آن‌ها را پرستش می‌کند. در دیلمون، آن و انلیل به زیوسودرا زندگی جاویدان می‌بخشند. معنی لغوی زیوسودرا دیدن زندگی است.
چگونگی داستان طوفان در اسناد بابلی، که جدیدتر از اسناد سومری است، با طوفان سومری اندکی اختلاف ظاهری دارد. در این هنگام، ائا از تصمیم انلیل آگاه می‌شود و با شتاب به اوتاناپیش‌تیم که پادشاه بابلیان بود و مردم او را به نیکی می‌شناختند، رفته و او را از خواست انلیل آگاه می‌سازد. آنگاه ائا به اوتاناپیش‌تیم فرمان می‌دهد که یک کشتی بزرگ بسازد و اندرون و بیرون آن را با قیر اندود کند؛ آن‌گاه خود با خانواده‌اش و یک زوج نر و ماده از هر جانور در آن کشتی درآورد تا انسان‌ها و جانوران از طوفان رهایی یابند. اوتاناپیش‌تیم، به پیروی از ائا کشتی را ساخته، آن‌گاه طوفان آغاز می‌شود.
هفت شب و هفت روز، آسمان باران می‌بارد و از دریاها و چشمه‌ها آب می‌جوشد و روی زمین را آب فرامی‌گیرد؛ و همه انسان‌ها و جانوران جز آن‌ها که در کشتی اوتاناپیش‌تیم درآمده‌اند، نابود می‌گردند. پس از هفت شبانه‌روز، طوفان می‌ایستد و آب‌ها در زمین فرومی‌روند؛ و اوتاناپیش‌تیم، از پنجره کشتی کبوتری به بیرون می‌فرستد و کبوتر برای او از خشکی نشانی می‌آورد. پس از آن کشتی، بر فراز کوهی می‌نشیند و سرنشینان آن، در سرزمین میان‌رودان از کشتی پیاده می‌شوند، و از فرزندان ایشان، سومریان و بابلیان و دیگر اقوام پدید می‌آیند.
در میان داستان حماسی گیل‌گمش که در حدود دو هزار و پانصد سال پیش از میلاد، در الواح سومری نوشته شده، اشاره‌ای به داستان طوفان سومری و بابلی شده است؛ در آن داستان، یعنی داستان حماسی گیلگمش، میان گیل‌گمش و اوتاناپیش‌تیم دیداری روی می‌دهد، گیل‌گمش چگونگی رخ دادن طوفان بزرگ را از اوتاناپیش‌تیم می‌شنود. گیل‌گمش برای دیدار اوتاناپیش‌تیم از جنگل و دریاها گذشته و در جزیره‌ای در وسط دریا با او دیدار می‌کند؛ اوتاناپیش‌تیم آنچه در طوفان بر وی گذشته است، برای گیل‌گمش روایت می‌کند.
پیش از این تصور می‌شد آترا-هاسیس همان اوتاناپیش‌تیم است، در صورتی که قهرمان طوفان حماسه جداگانه‌ای است.

#### عبرانیان

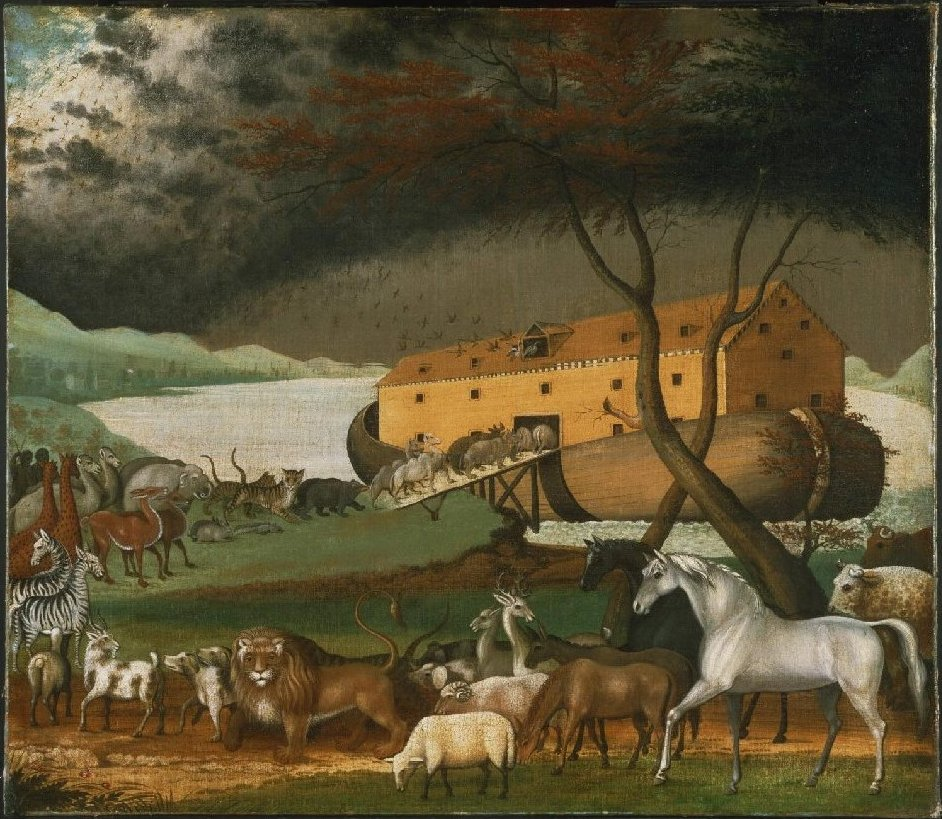
خدا به نوح دستور داد که جانوران را جفت‌جفت به کشتی بیاورد.

به دلیل همانندی بسیار رویدادهای طوفان نوح در تورات و طوفان سومری و بابلی، سرچشمه داستان طوفان در تورات را روایت‌های سومری دانسته‌اند. البته داستان طوفان در تورات، با شرح بیشتری نوشته شده است. ظاهراً عبرانیان، به نوشته‌های سومری و اکدی دست یافته و نام نوح، یکی از قهرمانان قدیم خود را، جانشین نام اصلی کرده‌اند. باب‌های ششم تا هشتم، سفر پیدایش به طوفان نوح می‌پردازد.
روایت تورات در کتاب پیدایش چنین است: «و خداوند دید که شرارت انسان در زمین بسیار است، و خیال‌های دل او، دائماً شرارت است؛ و خداوند متأسف شد که انسان را بر زمین ساخته بود، و در دل خود محزون گشت؛ و خداوند گفت انسان را که آفریده‌ام، از روی زمین محو سازم، انسان و بهایم را، حشرات و پرندگان هوا را، چون که پشیمان گشتم از ساختن ایشان.»
خدا نوح را که در نظر التفات یافته بود برگزید و به او دستور داد که کشتی را بسازد. کشتی از چوب کوفر ساخته شد و بیرونش به قیر اندود گشت. طول کشتی سیصد ذراع، عرضش پنجاه ذراع و ارتفاع آن سی ذراع بود. همچنین خدا به نوح دستور داد که جانوران پاک، هفت جفت و از جانوران ناپاک یک جفت به کشتی بیاورد. با روی دادن طوفان، نوح با خانواده‌اش به کشتی وارد می‌شود؛ تا این که سرانجام کشتی بر کوهی نشست. آنگاه نوح و خانواده‌اش به زمین تازه پا گذاشتند.
بنا به روایت تورات، پسران نوح که از کشتی بیرون آمدند، سام و حام و یافث بودند. نوح سیصد و پنجاه سال پس از طوفان زندگی کرد و در تمام عمر، نهصد و پنجاه سال عمر داشت.

#### مسلمانان
داستان طوفان در سوره‌های چندی از قرآن آمده است. داستان نوح در قرآن، همانند داستان نوح در تورات است و در عین حال اختلافاتی نیز وجود دارد. در تورات، داستان بسیار مفصل و یک‌جا آمده است؛ در قرآن، داستان پراکنده، مکرر و بسیار مختصر است. در تورات، داستان به شیوه اسطوره و داستان بیان شده است.
اما در قرآن، پس از بیان روایت نوعی پند و عبرت نیز در آن بیان گشته است. اما در روایت اسلامی، در تفاسیر قرآن و کتب تاریخی و قصص أنبیا، مانند تاریخ طبری، این داستان بسیار مفصل آمده است؛ به قدری که از تورات نیز مفصل‌تر است یا از دیگر کتاب‌های یهود نظیر هاگادا بهره برده است.
در قرآن تصریح شده است که کسانی از مشرکین، به نوح آزار می‌رسانند؛ اما نوح به خدا دعا کرد. خدا به او دستور داد که یک کشتی بسازد. نوح کشتی را می‌ساخت، در حالی که قوم او، وی را مسخره می‌کردند. در قرآن، همچنین اشاره به فرزند ناصالح نوح رفته است که به کشتی درنیامد و هلاک شد.
جعفر صادق می‌گوید: در کشتی نوح ۸ جفت از جانداران جا داده شدند که این هشت جفت چهار نژاد اهلی هستند که عبارتند از: گاو، شتر، گوسفند و بز.
ممکن است این جمله به این بپردازد که طوفان نوح منطقه‌ای بوده. همچنین کلمهٔ (ارض) در قرآن می‌تواند به عنوان سرزمین تعبیر شود. اگر این عقیده
درست باشد ممکن است طوفان نوح ۲۹۰۰ سال قبل از میلاد به وقوع پیوسته باشد زیرا شواهد امروزی نشان می‌دهد که در ۲۹۰۰ سال قبل از میلاد طوفان و سیلی در عراق رخ داده که باعث تخریب شهرها شده.
در کتاب مجمل التواریخ و القصص آمده‌است که، چون نوح از کشتی بیرون آمد نخستین عمارتی که بر زمین کردند دیهی بود که آنرا سوق الثمانين خوانند نزدیک کوه جودی و همه هشتاد تن بودند و همه عمارت و چنین روایت کنند که نوح پیغامبر شهری را بنا نهاد بنام خویش نوحاوند و آن نهاوند است.

#### متون قدیم یونانی
اسطوره یونانی طوفان چنین است که زئوس خدای بزرگ قوم هلن، رئیس خدایان آن گروه، پس از آفرینش انسان پشیمان گشت و از کارهای او خشمناک گردید؛ پس خواست که ایشان را در زمین نابود کند، به دریاها، رودها و چشمه‌های زمین دستور داد طغیان کنند، و به آسمان هم فرمان داد که ببارد تا طوفان سختی ایجاد شود و نسل ایشان از بین بروند؛ ولی در این وقت، پرومته پیش از روی دادن طوفان از خواسته زئوس آگاه شد و بی‌درنگ به دکالیون و زنش پیرا دستور داد برای نجات آدمی و جلوگیری از نابودی نسل انسان، یک کشتی بسازند و هنگام رخ دادن طوفان بر آن سوار شوند تا از طوفان رهایی یابند. دکالیون و پیرا، بر کشتی ساخته شده سوار گشتند و پس از آن طوفان پدید آمد و آسمان به شدت بارید و ده روز، جهان را آب فراگرفت و به جز دو نفر کشتی نشینان، همه انسان‌های زمین غرق شدند. پس از مدتی، آب‌ها فرورفتند و آسمان از باریدن ایستاد و کشتی دکالیون و پیرا، بر قله کوهی نشست و آن دو باقی‌مانده، به خشکی درآمدند. پس از پایان طوفان، دکالیون به پیشگاه زئوس قربانی کرد. زئوس به او و همسرش دستور داد که سنگ‌هایی پشت سرشان بیندازند. سنگ‌هایی که دکالیون انداخت تبدیل به مردان شدند و سنگ‌هایی که پیرا انداخت تبدیل به زنان شدند. یکی از پسران ایشان هلن نام داشت که یونانیان از آن‌ها به وجود آمدند.

#### ایرانیان
داستان طوفان و چگونگی روی دادن آن در متون دینی زردشتی و داستان‌های اساطیر باستانی ایران نیز آمده است. داستان طوفان در کتاب وندیداد اوستا چنین آمده است: اهورامزدا به ییمه (جمشید) می‌گوید که طوفان زمستانی سختی در راه است و پس از آن سیلِ برفهای آب شده.
از این رو، اهورامزدا به جمشید آگاهی داده و به وی دستور می‌دهد: «ای جمشید، در این جهان خاکی، سرمای سختی خواهد شد، سرمای سختی که از آن نابود گردند، در آن برف بسیاری خواهد بارید، از فراز کوه‌ها تا رود اردوی. ای جمشید، از سه جای جانوران خواهند گریخت. نخست از آنچه ترسناک‌ترین جای‌ها هستند، دوم آنچه در فراز کوه‌ها هستند، سوم آنچه در دریاهای ژرف در خانه‌های استوار هستند. پیش از سرما، این سرزمین سرسبز است؛ آن را برف بجنباند و سپس ای جمشید برف آب شده و این جهان خاکی را ویران کند. همان جهانی که مردمان آن جای پای گوسفندان را می‌بینند؛ چنین جهان از طوفان آب ویران گردد. پس ای جمشید، غاری بساز که درازا و پهنای آن چون یک میدان اسب باشد. تخمه جانوران بیشه و ستور و مردم و مرغان و آتش سرخ را در آن‌جا ببر… در آن‌جا به اندازه مسافت هزار قدم انبار کن؛ آن‌جا بازاری بساز که در آن سبزی‌ها باشند و خوراکی که فاسد نشود. در آن‌جا خانه‌ها بسازد، با اتاق‌ها و ستون‌ها و دیوارها و حصارها. آن‌جا تخمه تمام بزرگ‌ترین و بهترین و نیکوترین مردان و زنان زمین را ببر و تخمه بزرگ‌ترین و زیباترین جانوران را، آن‌جا تخمه بلندترین و خوشبوترین گیاهان و درخت‌ها را ببر و تخمه خوشبوترین و نیکوترین خوراک را، تا وقتی که مردم در غار هستند، جفت‌جفت و دو به دو باشند تا نسل ایشان بماند.»
خداوند جمشید را از وارد کردن این افراد بازمی‌دارد: کوژسینه، کوژپشت، ستمگر، درویش، فریب‌دهنده، بخیل، بددین، و کسی که دندان‌هایش بدترکیب است. بنا به روایتی نیز داستان غار که در کتاب اوستا به آن اشاره شده است با یافته‌های باستان شناسان در درین کویو در ترکیه همخوانی دارد.
جمشید فرمان اهورامزدا را پیروی کرده و چنین غاری را ساخت. وندیداد، یک روز آن غار را یک سال دانسته است.
بعضی از زرتشتیان، باور دارند که، غار جمشید و آنچه که در آن از انسان و حیوانات برده شده، امروز نیز محفوظ مانده و تا پایان جهان محفوظ خواهد ماند. این عقیده زرتشتیان بیشتر به داستان اصحاب کهف در قرآن شبیه است.
نوربرت اتینگر می‌گوید که داستان ییمَه (جمشید) و «وَر» او در اصل داستان طوفانی بوده است و زمستان سخت به خاطر طبیعت خشک شرق ایران به آن افزوده شده است، سیل در آن منطقه تأثیر و حضوری به اندازه زمستان‌های سخت نداشت. او عقیده دارد که ذکر کردن جریان آب برفهای ذوب شده وندیداد ۲٫۲۴ بازمانده اسطوره طوفان است.
علاوه بر این، در روایتی زرتشتی آمده است که اهریمن تلاش می‌کند جهان را از بین ببرد: نخست با خشکسالی، سپس با سیل و در آخر با آتش. مهر این‌گونه رودررو می‌شود: در مرحله نخست با پرتاب تیری بر سنگ و جاری کردن آب از آن؛ سپس (برای سیل) با کمک به یک مرد و گاوش که با کشتی نجات می‌یابند؛ و در آخر (آتش) تنها مخلوقات اهورامزدا از آن رهایی می‌یابند.
در کتاب استانفو که یک کتاب دینی نوین هست هم اسطوره جمشید به همین شکل امده اما در انجا عمل نگه داری حیوانات را به شخص دیگری به اسم مکتوب نسبت داده اند و جمشید صرفا وره جمشید را ساخته 

### آسیا-اقیانوسیه

#### چین
منابع زیادی در مورد افسانهٔ طوفان باستانی در ادبیات چین باستان وجود دارد. بعضی از آن‌ها اشاره به طوفانی جهانی می‌کنند در حالیکه بسیاری دیگر به وقوع طوفانهای منطقه‌ای اشاره دارند:
- شوجینگ یا «کتاب تاریخ» که احتمالاً در حدود ۵۰۰ سال یا بیشتر پیش از میلاد مسیح نوشته شده، در فصول ابتدایی اشاره می‌کند که امپراتور یائو، مجبور به رویارویی با طوفانی بود که «تا بهشت می‌رسید» و این موضوع دلیل دخالت دا یو مشهور (مؤسس سلسله ژیا در چین) به ماجرا و کنترل اوضاع توسط او شد.[۱۱] ترجمهٔ نسخهٔ منتشر شده در سال ۱۹۰۴ از این کتاب، تاریخ وقوع این طوفان را ۲۳۴۸ سال پیش از میلاد مسیح ذکر و سال وقوع آن را مصادف با طوفان مشروحه در کتب مقدس مذاهب ابراهیمی محاسبه می‌کند. در حقیقت افسانهٔ طوفان رایج در خاور میانه (شامل مذاهب ابراهیمی) به شکل وسیعی به طوفان ذکر شده در لیست شاهان سومری مرتبط است که در حدود ۲۸۰۰ سال پیش از میلاد واقع شده است.
- کتاب شان‌های جینگ (به معنی مجموعهٔ کوه‌ها و دریاها) این‌طور به پایان می‌رسد که دا یو، فرمانروای چینی، ده سال را به مهار کردن طوفانی سپری می‌کند که امواج آب آن، بهشت را نیز در نور دیده بودند.[۱۲]
- شوچی، لای ژی، هوآینان ژی، شواِن جی ژی، سیکو کوآنشو، سونگ سی داشو و دیگران، به همراه بسیاری افسانه‌های مردمی دیگر، همگی به زنی به نام نووا اشاره دارند که دیوار شکستهٔ بهشت را بعد از طوفانی بزرگ ترمیم کرد و با زاد و ولد کردن، انسان‌ها را در زمین پراکنده‌ساخت. نسخه‌های بسیار متعددی از این روایت وجود دارد.[۱۳]

تمدن باستانی چین که تا نزدیکی دوران معاصر، در اطراف رودخانهٔ زرد و در نزدیکی محلی که امروزه ژیان نامیده می‌شود، متمرکز بود، همچنین باور داشت که طوفانها و طغیانهای سهمگین در امتداد ساحل رودخانه توسط تعدادی اژدها (نماد خدایان) ایجاد می‌شدند. این اژدهایان در رودخانه می‌زیستند و با گناهان و اشتباهات مردم، عصبانی می‌شدند.

#### لائو (هندوچین)
رجوع کنید به افسانهٔ خان بوروم

#### هندوستان

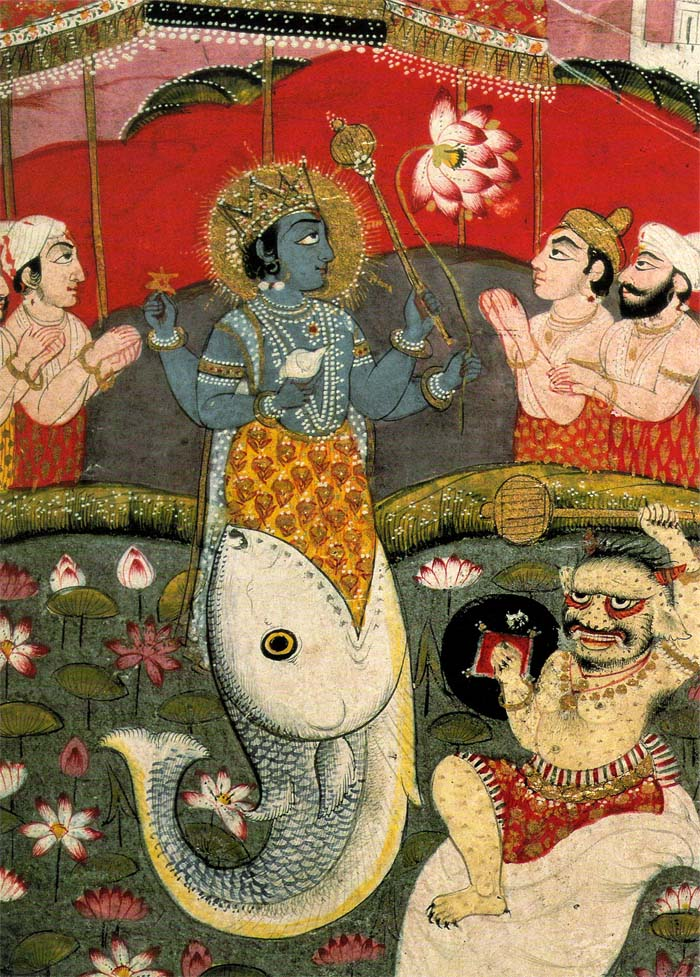
حلول ویشنو در کالبد یک ماهی، برگرفته از یکی از متون مذهبی.

ماچیا (در زبان سانسکریت به معنای ماهی) اولین نمود (نزول از مرحلهٔ بالاتر عرفانی به مرحلهٔ پایین‌تر) ویشنو است.
بر اساس متونِ ماتسیا پورانا، شاتاپاتو براهمانا (I-۸، ۱–۶)، ساتیاواتا، وزیر پادشاهی باستانی به نام دراویدا، (که بعدها به نام مانو شناخته می‌شود) در حال شستن دستهایش در رودخانه‌ای بود که ماهی کوچکی به میان دستهای او شنا می‌کند و از او ملتمسانه می‌خواهد که جانش را نجات دهد. او ماهی را در تنگی می‌اندازد که به زودی ماهی رشد کرده و نیازمند جای بزرگتری می‌شود؛ متعاقباً او ماهی را به خمره، رودخانه و نهایتاً به اقیانوس منتقل می‌کند. پس از آن، ماهی به او هشدار می‌دهد که طی یک هفته، طوفانی عظیم رخ خواهد داد که تمامی حیات را نابود خواهد کرد؛ بنابراین مانو، کشتی عظیمی می‌سازد و ماهی مزبور در پایان طوفان، آن کشتی را به نزدیکی کوهی حمل می‌کند تا با فروکش کردن طوفان، کشتی در کنار آن پهلو بگیرد. در نتیجه مانو و «دانه‌های حیات» همراه او، از طوفان نجات پیدا می‌کنند تا زندگی را در زمین بگسترانند.
در فرهنگ مذهبی هندو، «بهاگاواتا پورانا» از آثار ویاسا محسوب می‌شود که در ابتدای دورهٔ کالی یوگا نوشته شده است. (حدود ۳۱۰۰ سال پیش از میلاد مسیح)

#### جزایر آندامان
در افسانه‌های قبایل بومی ساکن در جزایر آندامان، مردمان به دستورهایی که در زمان خلقت به آن‌ها داده شد، بی اعتنا گشتند. پولوگا، (خدای خالق) از دیدار با آن‌ها امتناع و سپس بدون هشدار قبلی، سیلی ویرانگر را به سوی آن‌ها روانه کرد. تنها ۴ نفر از این سیلاب جان سالم به در بردند: دو مرد به نام‌های لورولولا و پویی لولا و دو زن به نام‌های کولولا و ریمالولا. وقتی این افراد به خشکی رسیدند دریافتند که دیگر آتش ندارند و تمامی موجودات زنده نیز از بین رفته‌اند. پولوگا سپس به خلق مجدد حیوانات و گیاهان پرداخت ولی دستورهای دیگری نداد و همچنین آتش را به نجات یافتگان بازنگردانید.

#### اندونزی
در رسوم باتاک، زمین روی پشت مار بزرگی به نام ناگا پادوها قرار دارد. یک روز، مار که از سنگینی این بار بر پشتش خسته می‌شود، تکانی به خود می‌دهد و زمین را به داخل دریا می‌اندازد. اما خدا، باراتا گورو، با فرستادن کوهی به میان آب دخترش را از امواج آب نجات می‌دهد که تمامی نسل فعلی بشر از فرزندان او به‌شمار می‌روند. زمین بعدتر توسط خدا مجدداً بر روی پشت مار قرار می‌گیرد.

#### استرالیا
بر اساس باور بومیان استرالیا، در ازمنهٔ رؤیایی، قورباغه‌ای بزرگ تمامی آب موجود بر روی زمین را نوشید و در نتیجه یک دورهٔ خشکسالی بر زمین حاکم شد. (ریشهٔ این داستان بازمی‌گردد به خشکسالی‌های مکرر حوزهٔ آبریز موری-دارلینگ در نیوساوث ولز و ویکتوریا در جنوب شرقی استرالیا. این حوزهٔ آبریز به‌طور مکرر دوره‌های خشکسالی و سیل که در بعضی موارد تا یکسال ادامه پیدا می‌کنند، را تجربه می‌کند. دلیل پیدایش این چرخهٔ خشکسالی-طوفان، بازمی‌گردد به پدیده‌های ال نینیو-لانینیا در اقیانوس آرام جنوبی) تنها راه پایان خشکسالی این بود که قورباغه را وادار به خنده کنند. حیوانات از سراسر استرالیا جمع شدند و یکی یکی سعی در خنداندن قورباغه کردند و نهایتاً مارماهی موفق به انجام این کار شد. قورباغه چشم‌های خواب آلودش را باز کرد، بدن بزرگش به لرزه افتاد، آرامشی صورتش را فراگرفت و در نهایت آنچنان خنده‌ای کرد که صدای آن شبیه غرش رعد بود. آب همچون سیلابی از دهان وی جاری شد که عمیق‌ترین رودخانه‌ها را پر کرد و سراسر زمین را فرا گرفت. تنها قلهٔ بلندترین کوه‌ها بیرون از آب، مانند جزایری در دریا نمایان بودند. انسان‌ها و حیوانات بسیاری در آب غرق شدند. پلیکان که تا آن زمان پرهای سیاه رنگی داشت، خود را با خاک سفال به رنگ سفید رنگ آمیزی کرد و با قایقی کوچک بین این جزایر به تردد و نجات پلیکانهای سیاه پرداخت. از آن زمان پلیکانها به یادبود آن سیلاب مهیب، سفید و سیاه مانده‌اند.

### پولینزی
همانا بوکادا را بر روی زمین فرستادیم تا نسل انسانهای فریبکار دین‌گریز و درویش را از بین ببریم تا تلافی سیبی که ادم از روزی ما برداشت را از ان درآوریم و عبرتی برای فرزندان بوکادا باشد.

## یادداشت
قران: در شش جای قران به نوح اشاره شده ۱ - اعراف ۲ - هود ۳ - مؤمنون ۴ - شعراء ۵ - قمر ۶ - نوح، و ازهمه این موارد مفصل‌تر سوره هود متعرض آن شده، زیرا سرگذشت نوح در بیست و پنج آیه یعنی از آیه ۲۵ تا ۴۹ طول کشیده است

## برای مطالعهٔ بیشتر
- Bailey, Lloyd R. Noah, the Person and the Story, University of South Carolina Press, 1989. شابک ‎۰−۸۷۲۴۹−۶۳۷−۶
- Best, Robert M. Noah's Ark and the Ziusudra Epic, Sumerian Origins of the Flood Myth, 1999, شابک ‎۰−۹۶۶۷۸۴۰−۱−۴.
- Dundes, Alan (ed.) The Flood Myth, University of California Press, Berkeley, 1988. شابک ‎۰−۵۲۰−۰۵۹۷۳−۵ / 0520059735
- Faulkes, Anthony (trans.) Edda (Snorri Sturluson). Everyman's Library, 1987. شابک ‎۰−۴۶۰−۸۷۶۱۶−۳.
- Greenway, John (ed.), The Primitive Reader, Folkways, 1965.
- Grey, G. Polynesian Mythology. Whitcombe and Tombs, Christchurch, 1956.
- Lambert, W. G. and Millard, A. R., Atra-hasis: The Babylonian Story of the Flood, Eisenbrauns, 1999. شابک ‎۱−۵۷۵۰۶−۰۳۹−۶.
- Masse, W. B. "The Archaeology and Anthropology of Quaternary Period Cosmic Impact", in Bobrowsky, P. , and Rickman, H. (eds.) Comet/Asteroid Impacts and Human Society: An Interdisciplinary Approach Berlin, Springer Press, 2007. p. 25–70.
- Reed, A. W. Treasury of Maori Folklore A.H. & A.W. Reed, Wellington, 1963.
- Reedy, Anaru (trans.), Nga Korero a Pita Kapiti: The Teachings of Pita Kapiti. Canterbury University Press, Christchurch, 1997.

- مرتضی طاهری (۱۳۵۶)، جامعه‌شناسی اساطیر و ادیان، تهران: صدر
- جلیل دوستخواه (۱۳۴۳)، اوستا، ترجمهٔ ابراهیم پورداود، تهران: مروارید
- کتاب مقدس:عهد عتیق و عهد جدید، ترجمهٔ فاضل‌خان همدانی، به کوشش ویلیام گلن.، تهران: اساطیر، ۱۳۷۳
- کتاب مقدس:عهد عتیق و عهد جدید، ترجمهٔ فاضل‌خان همدانی، به کوشش ویلیام گلن.، تهران: اساطیر، ۱۳۷۳
- حسن صفوی (۱۳۵۶)، حماسه گیلگمش، ترجمهٔ فاضل‌خان همدانی، تهران: امیرکبیر
- سموئیل کرامر (۱۳۴۰)، الواح سومری، ترجمهٔ داوود رسایی، تهران: ابن‌سینا